# Urva fusca
Herpestes fuscus (мангуста індійська бура) — рід ссавців, представник ряду хижих із родини мангустових. лат. fuscus — «темний, похмурий».

## Поширення
Мешкає в південній Індії та на Шрі-Ланці. У Південній Індії знаходиться на висотах від 700 до 1300 м над рівнем моря. Був записаний в густих лісах і суміжних з людиною модифікованих ділянках, поблизу лісів, поблизу звалищ сміття. Зустрічається на кавових плантаціях у середніх висот тропічних лісах і помережаних деревами луках.

## Поведінка
Швидше за все сутінковий та нічний.

## Загрози та охорона
Конкретні загрози не відомі, але втрата середовища існування і фрагментація населення можуть бути загрозами. Був зареєстрований в кількох охоронних районах.